# 中村一也
中村 一也（なかむら かずや、1987年6月17日 - ）は、社会運動家。

## 概要
2000年の13歳のときにジャニーズ事務所に入る。それからはレッスンが終わってからの帰りにジャニー喜多川に泊まりに来るように誘われたことで、他のメンバーと共にジャニー喜多川の家に泊まりに行ったということが何度もあった。2002年10月に東京ドームで行われたタッキー&翼のコンサートには中村も出演して、その帰りにジャニー喜多川の家に泊まりに行った。その日の夜に初めてジャニー喜多川から性的な被害に遭い、翌朝にジャニー喜多川に現金を渡された。これを機に中村はジャニーズ事務所には行けなくなり、それから半年後にジャニーズ事務所を退所した。このことを母親に話すと、母親は訴えると言ったが、このことを他人に知られたくないと思ったために止めた。タッキー&翼のコンサートではバックダンサーを務めていて、1日目の上から見るペンライトの景色はすごく綺麗に感じたものの、性被害に遭ってからの2日目の景色は暗く淀んで見えていた。ジャニーズ事務所を辞めるときに引き止められはしなかったが、後日に仲の良かったメンバーを通じてジャニー喜多川が泊まりに来るように言っていることを聞かされたが拒否していた。
ジャニーズ性加害問題当事者の会の発起人の1人であり、ジャニー喜多川性加害問題の被害者を救済する活動を行っている。このような活動を行っている2023年6月頃より、SNSに中村は嘘をついているや金のために活動をしているという誹謗中傷が行われるようになっている。20回ほど行われて、このことで武南警察署に被害届を提出する。このような行為は心の殺人とも言えると訴える。
2023年6月にジャニーズ事務所が設置した心のケア相談室に電話をしていた。そこでは電話の相手に名前をたずねてみても名乗らずに、被害者にはどのような心のケアをしているかをたずねても明確な回答は得られなかった。この心のケア相談室はプライバシーが守られると聞いていたが、誰が相手なのかも分からなければ全く説得力は無いし、この対応は事務的なマニュアル通りの対応と感じて失望した。
2024年5月には旧ジャニーズ事務所の元社員2人による性加害を捜査するように求める要望書を赤坂警察署に提出。この件については、同年3月に放送されたテレビ番組のインタビューでSMILE-UP.の社長である東山紀之が認めて、同社の公式サイトでも本事件を認識していると公表されたことであった。
ワニズアクションという子供への性暴力を根絶することを目的とする団体を立ち上げる。具体的には児童の性被害における刑事・民事の時効期間の撤廃を政府に求める運動や、被害者の心のケアなどを行っている。